# Siro rubens
Siro rubens is een hooiwagen uit de familie Sironidae.